# Kolarstwo górskie
Kolarstwo górskie (MTB – z ang. mountain biking) – forma kolarstwa uprawianego za pomocą rowerów górskich, których konstrukcja umożliwia poruszanie się w trudnym terenie.

## Wstęp
Dyscyplina ta jest coraz bardziej popularnym i docenianym sposobem spędzania wolnego czasu. Niektórzy amatorzy uprawiający ten sport traktują go jako możliwość rozwoju fizycznego, stąd duża liczba imprez, w których kolarze górscy mogą sprawdzać swoje umiejętności.
Zalety roweru górskiego i jego uniwersalność powodują, że jest on bardzo często wybierany jako środek transportu podczas eskapad górskich oraz wycieczek w trudnym terenie. Dzięki temu pojawił się całkiem nowy odłam turystyki rowerowej, zarówno prywatnej, jak też zorganizowanej, polegający na przemierzaniu szlaków niedostępnych dla samochodów, a z powodu dużych odległości zbyt długich dla turystów pieszych.

## Krótka historia
Kolarstwo górskie powstało w USA, gdzie pod koniec lat 70. XX w. pojawiła się moda na jazdę rowerami w trudnym terenie, poza normalnymi drogami. Za twórcę tego sportu uważa się najczęściej Gary’ego Fishera, który w 1979 r. jako pierwszy wpadł na pomysł produkcji rowerów opartych generalnie na konstrukcji roweru miejskiego, ale o wzmocnionej i skróconej ramie, pozbawionych osłon, błotników i innych tego rodzaju zbędnych „ozdób” oraz zaopatrzonych w koła o średnicy 26 cali na szerokich oponach z grubym bieżnikiem zamiast dotychczas stosowanych gładkich i cienkich kół 28-calowych.
Początkowo kolarstwo górskie było nieformalnym sportem ekstremalnym. Pierwsze zawody były uprawiane w stylu przypominającym współczesny freeride i polegały na zjazdach po wąskich i niebezpiecznych ścieżkach leśnych (tzw. single track), przy czym trasy mogły się miejscami wznosić, ale generalnie prowadziły z góry na dół. Później, mniej więcej pod koniec lat 80. XX w., sport ten stawał się coraz bardziej popularny i jednocześnie zaczęło się jego różnicowanie na poszczególne, lepiej zdefiniowane, dyscypliny.
Union Cycliste Internationale (UCI) zwróciła uwagę na ten sport jesienią 1990 roku i włączyła do katalogu swoich oficjalnych zawodów wcześniej rozgrywane nieformalnie od paru lat mistrzostwa świata, które miały miejsce w Purgatory w stanie Kolorado w USA. W następnym roku pod egidą UCI rozegrano pierwszy cykl zawodów pucharu świata. Składał się on z 8 zawodów rozgrywanych w Europie i USA i był oficjalnie sponsorowany przez firmę Grundig, jako Grundig-UCI Cross-Country World Championships. W 1992 roku do pucharu świata doszły jeszcze zawody rozgrywane w Australii. Puchar ten był w 1991 i 1992 roku rozgrywany tylko w kategorii Cross-Country (XC). W 1993 roku po raz pierwszy zorganizowano serię sześciu zawodów w ramach pucharu świata w downhillu. W 1996 roku zawody w XC stały się oficjalnie konkurencją rozgrywaną na Letnich Igrzyskach Olimpijskich.

## Dyscypliny

### Kolarstwo ekstremalne
Kolarstwo ekstremalne zwane też kolarstwem grawitacyjnym – rodzaj kolarstwa górskiego uprawianego na silnie nachylonych stokach naturalnych lub specjalnie przygotowywanych trasach. Wspólną cechą jest pokonywanie silnie nachylonej trasy obfitującej w liczne naturalne lub sztuczne przeszkody (muldy, koleiny, ostre wiraże, skocznie). W niektórych dyscyplinach (freeride, slopestyle, dirt jumping) przejazdy obfitują w liczne skoki oraz wykonywanie przeróżnych sztuczek („tricków”) w powietrzu – podobnie jak w alpejskich konkurencjach narciarskich zjazdowiec musi skupić się na wyborze optymalnej drogi, nie tracąc przy tym trakcji.
Istnieje kilka rodzajów dyscyplin zaliczanych do kolarstwa ekstremalnego:
- Zjazd (ang. downhill, DH) – indywidualny zjazd rowerem na czas po stromych, naturalnych stokach. Ścieżki zjazdowe są często bardzo wąskie, kamieniste bądź poprzecinane wystającymi korzeniami. Zawodnicy ścigają się na tej samej trasie, w pewnych odstępach czasu od siebie. Wygrywa najszybszy.[3]
- Freeride (FR) – przypomina nieco DH, ale ma mniej formalny charakter, mający w zamyśle przypominać „wolny” styl uprawiania zjazdów z lat 80. Zawody FR mają zawsze mało sformalizowane zasady, które różnią się między sobą, zależnie od tego, kto je organizuje. W klasycznym przypadku polegają one na starcie ze szczytu wzgórza i dotarciu dowolnie wybieraną przez zawodników trasą do mety położonej u jego stóp. Podczas gdy w jednych wariantach mierzony jest czas przejazdu, w innych decyduje kolejność dotarcia do mety. Dziś organizuje się wiele typów zawodów freeride’owych, w których liczy się przede wszystkim styl jazdy, czyli poziom trudności wykonywanych tricków oraz liczba upadków.[4]
- Dual slalom (DS) – polega na równoległym zjeździe po dość stromej trasie (która jednak może się miejscami wznosić) dwóch zawodników, którzy są wypuszczani w tej samej chwili.[5]
- Four Cross (4X) – jest zbliżony do DS, ale na trasę wypuszczanych jest naraz 4 zawodników.[6]
- Dirt jumping (DJ) – odbywa się na specjalnie przygotowanym torze (zbudowanym z hop ziemnych – dirtów). Polega na wykonywaniu skoków oraz różnych ewolucji w powietrzu.[7]

### Inne dyscypliny
Aktualnie w ramach kolarstwa górskiego rozgrywa się również zawody w ramach kilku dyscyplin. Są to:
- Cross-country (XC) – rozgrywane są one na rundach, zwykle o długości od 6 do 8 km, które zawodnicy pokonują kilka lub kilkanaście razy w trakcie jednego startu. Zawodnicy ruszają wspólnie ze startu zatrzymanego. Od 2005 roku, podobnie jak w kolarstwie przełajowym, zawodnicy mogą korzystać z narzędzi i części zamiennych dostępnych w wyznaczonych do tego celu boksach. Ewentualnych napraw muszą jednak dokonywać sami. O zwycięstwie decyduje wyłącznie kolejność dotarcia zawodników do mety. Zawody seniorów trwają około 2 godzin.
- All mountain (AM) – to odmiana XC, w której jeździ się na rowerze podobnym do wyścigowego cross-country (amortyzator może mieć większy skok, a opony - przystosowany do tej jazdy bieżnik i szerokość), tylko agresywniej, szybciej i czasami w trudniejszym terenie. W zależności od interpretacji, kraju i producenta termin oznacza formę pośrednią między XC a Enduro albo tożsamą z enduro.
- Enduro – jest to dyscyplina znajdująca się między XC a freeridem polegająca na jeździe po wyznaczonych przez siebie trasach, w każdym terenie. W enduro jeździ się tam, gdzie według ridera jest najlepiej i najciekawiej. Rowery do tej odmiany kolarstwa wykazują różnie dobrane cechy pośrednie między XC a FR, takie jak waga i wytrzymałość, kąty ramy, skok zawieszenia. Odbywają się zawody zaliczane do Enduro, ale w rzeczywistości jest to styl jazdy niemający na celu wyczynu i rywalizacji.
- Maraton (MX, MT) – uprawiany jest na rowerach podobnych w konstrukcji do rowerów do XC, ale polega na przejeździe długiej trasy od 50 do około 200 km, głównie w terenie. W maratonach rozgrywane są oficjalne zawody, a od 2004 roku organizowany jest puchar świata pod auspicjami UCI.
- Rowerowa jazda na orientację(inne języki) (MTBO, RJnO) – stanowi połączenie maratonów rowerowych i klasycznego biegu na orientację. Zawodnicy startują na rowerach przystosowanych do maratonów, ale dodatkowo wyposażonych w mapnik. Celem jest zaliczenie jak największej liczby punktów kontrolnych w jak najkrótszym czasie.
- Street – przemieszczanie się po mieście z wykorzystaniem elementów jego infrastruktury (murków, pomników etc.) jako przeszkód.
- Trial – dyscyplina, gdzie zawodnik ma do pokonania krótką trasę, na której umieszczone są różne (całkiem spore) przeszkody, a postawienie stopy na ziemi jest przewinieniem. Ludzi uprawiających ten sport można zobaczyć także w miastach (skoki po elementach infrastruktury miejskiej).

## Zawody MTB w Polsce 2024

### Styczeń
- Ultrackmaraton,
- VII Zimowy Maraton Rowerowy Biały Kruk,
- V Zimowy Maraton Rowerowy - Leśna Zadyma.

### Luty
- Legionowska Katorga Zima,
- Pomerania Winter Challenge.

### Marzec
- Zimowy Poland Bike Maraton,
- Legia MTB Maraton - Laski,
- MTB Pomerania Maraton.

### Kwiecień
- Koronowo MTB Maraton,
- Czarne Serce,
- XXI MTB ''Rusza Peleton'',
- DT4YOU MTB Maraton Oborniki,
- Local Series of Downhill,
- MTB Pomerania Maraton.

### Maj
- VII Stalowowolski Rowerowy Cross Country o Puchar Miasta Stalowej Woli,
- Baba Jaga MTB,
- Maja Włoszczowska MTB Rac,
- MTB Pomerania Maraton,
- Grand Prix Strefy MTB Sudety,
- III Duo Cross,
- Mouflon Tracks,
- Wyścig Rowerów Górskich,
- MH Automatyka MTB Pomerania Maraton,
- Zachodnia Liga MTB.

### Czerwiec
- Grudziądzki Festiwal Rowerowy,
- Eddy Merckx Day,
- Łossod Ultra,
- Wyhasaj się,
- Beskidy MTB Trophy,
- Bike Adventure,
- Mistrzostwa Polski MTB XCC, XCO,
- MTB Ropczyce 2024.

### Lipiec
- Bytowski Maraton Rowerowy MTB,
- Górale na Start,
- Pomerania Summer Trail 2024,
- Sudety MTB,
- MTB Kamieńsk,
- Rajd górski Strefy MTB Sudety.

### Sierpień
- Górale na Start,
- Carpatia Divide,
- Bike'owy Maraton MTB,
- Uphill Race Śnieżka.

### Wrzesień
- MTB Pomerania Maraton,
- MTB Miłakowo Race 2024,
- XV Metropolia Bydgoszcz Maraton MTB.

### Grudzień
- Zimowy Szwung.[8]

Kolarstwo górskie
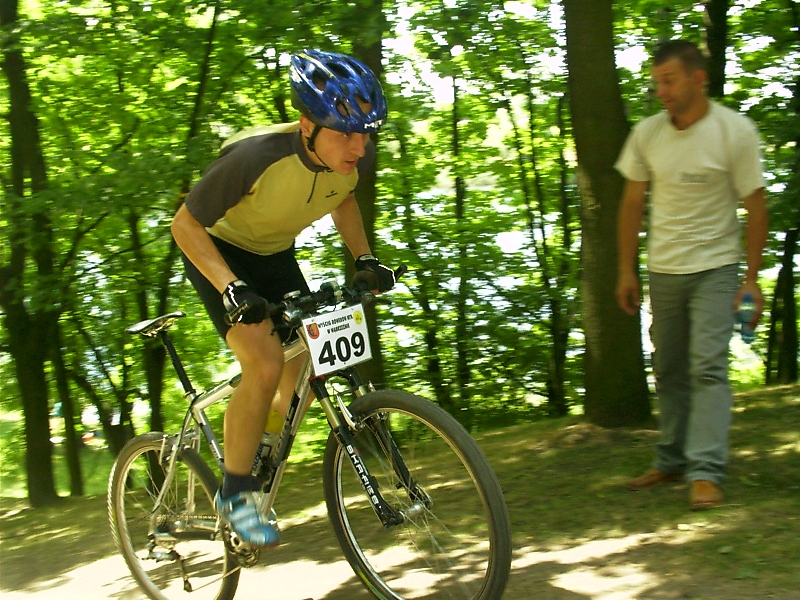
Zawody MTB
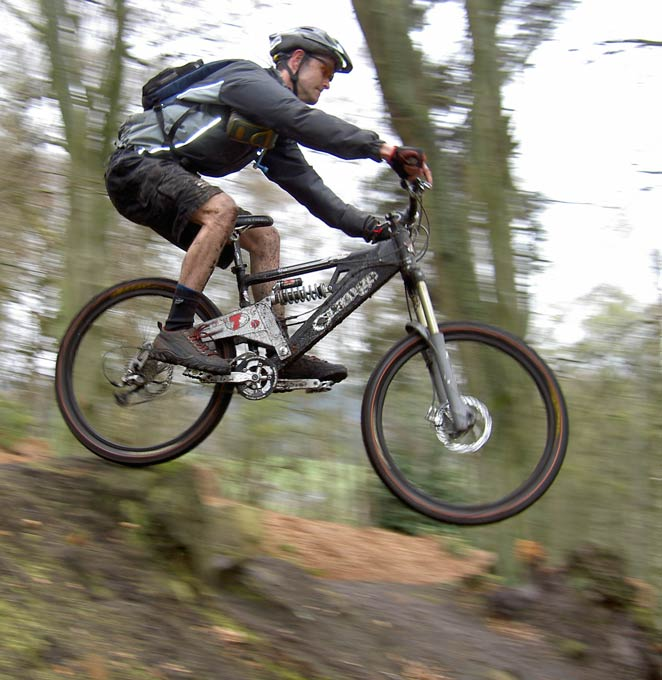
Rower górski
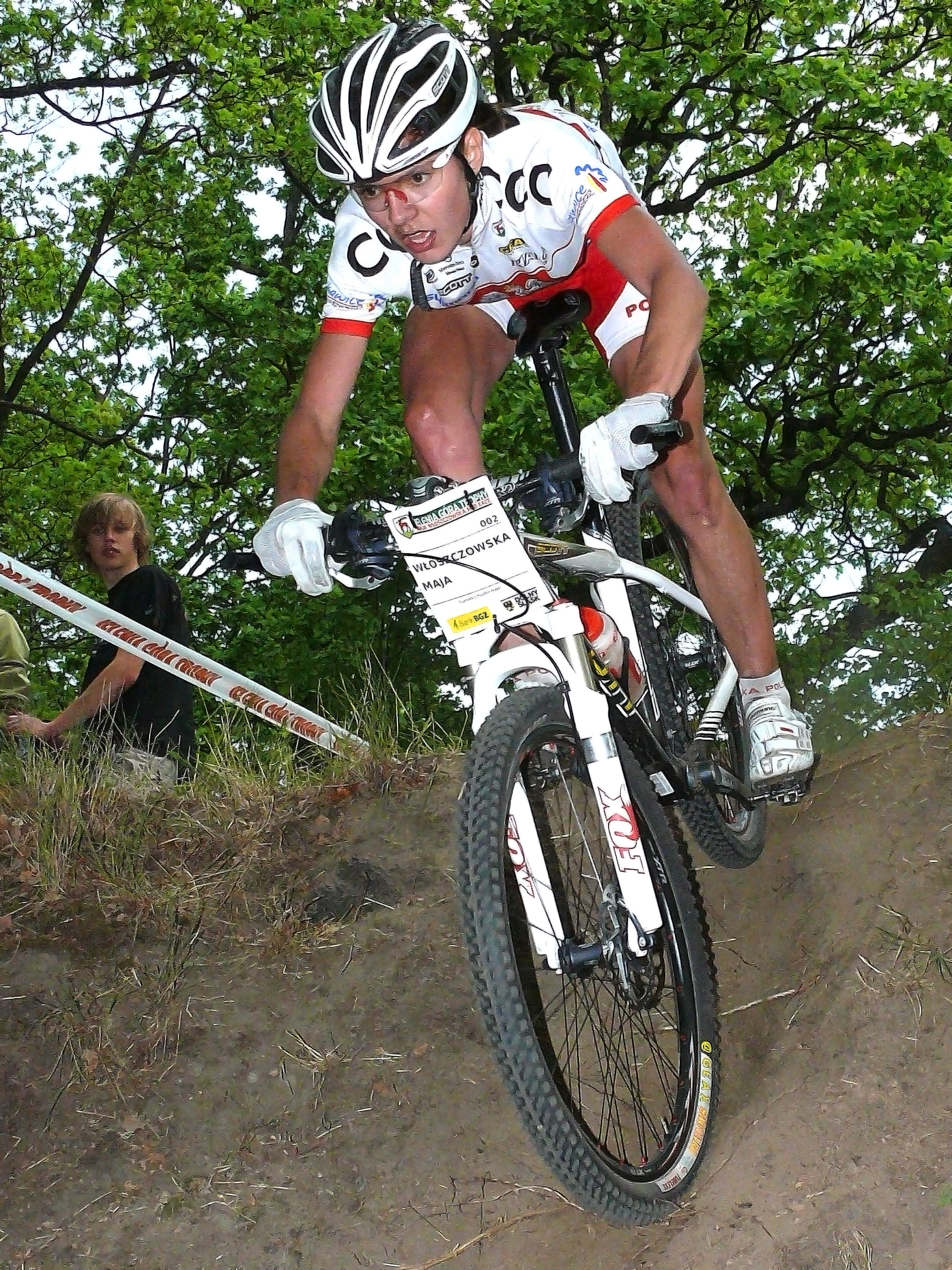
Maja Włoszczowska na trasie zawodów Cross-country